# Tabitha Chawinga
Tabitha Chawinga (* 22. Mai 1996 im Distrikt Rumphi) ist eine malawische Fußballspielerin. Die Angreiferin hat im professionellen Erwachsenenbereich bisher für Vereine aus Schweden, China, Italien und Frankreich gespielt, wo sie vielfach als Torschützenkönigin und Fußballerin des Jahres ausgezeichnet wurde. Seit 2024 steht sie bei Olympique Lyon unter Vertrag und ist auch Nationalspielerin ihres Geburtslandes.

## Vereinskarriere
Die im ländlichen Norden Malawis als mittlere von fünf Schwestern aufgewachsene Tabitha Chawinga spielte seit frühester Kindheit und dann überwiegend mit Jungen auf öffentlichen Straßen und Plätzen Fußball, später auch in der Schule. Anfangs musste sie sich dafür wiederholt gegen ihre Mutter durchsetzen, die es wichtiger fand, sich auf die Ausbildung zu konzentrieren. Mit 13 schloss sie sich einer Mädchenmannschaft des Vereins DD Sunshine in der Hauptstadt Lilongwe an. Als Jugendliche widerfuhr ihr dabei ein Erlebnis, durch das sie sich in ihrer Menschenwürde herabgesetzt sah: Aufgrund ihrer Schnelligkeit, Ball- und Treffsicherheit sowie ihrer körperlichen Erscheinung bezweifelten Betreuer eines gegnerischen Teams, dass sie eine Frau sei. Deshalb wurde sie genötigt, sich auf dem Spielfeld auszuziehen, um ihre Weiblichkeit zu beweisen. Dieser Vorgang, der sie „mit sehr großer Scham“ erfüllte, führte dazu, dass sie sich mehrere Monate lang völlig vom Spielbetrieb zurückzog. Ähnliches erlebte sie ein Jahr später erneut. Ihr Verein wandte sich deswegen an den Landesverband FAM, erhielt auf seine Beschwerde aber keine Antwort. Dafür wurde sie erstmals schon als 16-Jährige in die Frauen-Nationalmannschaft berufen.
Im Jahr 2014 zog sie auf Vermittlung des Besitzers von DD Sunshine nach Schweden; dort spielte die gerade volljährig gewordene Tabitha Chawinga für Krokom/Dvärsätts IF, einen Drittligisten aus dem westschwedischen Jämtland, für den sie in 14 Partien 39-mal in das gegnerische Tor traf. 2015 wurde sie von dem in der Elitettan (zweite Liga) antretenden Kvarnsvedens IK verpflichtet. Am Ende ihrer ersten Saison bei diesem Verein aus Borlänge war sie mit 43 Treffern Torschützenkönigin der Liga geworden und hatte damit maßgeblichen Anteil am Aufstieg ihrer Frauschaft in die Damallsvenskan, wo sie 2016 15 Tore erzielte. Mit dieser Zahl drittbeste Schützin, war die erste Malawierin, die in einer der europäischen Top-Ligen spielte, in ihrer Premierensaison erfolgreicher als ihr großes Vorbild Marta („Eines Tages werde ich wie sie spielen“). 2017 traf Chawinga sogar 25 Mal und gewann die Torjägerkrone in der höchsten Spielklasse – und das, obwohl Kvarnsvedens IK am Ende der Saison wieder absteigen musste.
2018 verließ sie Schweden und schloss sich dem chinesischen Erstligisten Jiangsu Suning LFC an. Auch dort stellte sie ihre Angreiferqualitäten unter Beweis und rechtfertigte die damalige schwedische Rekord-Ablösesumme von über 1,5 Millionen Kronen (rund 160.000 Euro), die Jiangsu bezahlt hatte: Tabitha Chawinga wurde 2018 und 2019 nicht nur erfolgreichste Liga-Torschützin, sondern in beiden Jahren auch zur Spielerin des Jahres gewählt, gewann 2019 zudem das Double aus Meisterschaft und Vereinspokal und beendete die asiatische Klubmeisterschaft auf Platz zwei. 2021 wechselte sie zum amtierenden Titelträger Wuhan Jianghan University FC und konnte dort gleichfalls sowohl individuell als auch mit ihrem Team Erfolge feiern (Torjägerkrone und Meistertitel 2021).
Ihre fußballerischen Qualitäten hatten sich da bereits weltweit herumgesprochen. Tabitha Chawinga, die von Haus aus Linksfüßerin ist, aber auch mit rechts trifft, stößt in Strafraumnähe bevorzugt ins Angriffszentrum vor und scheut dort keine 1:1-Duelle mit der gegnerischen Abwehr, zieht aber auch gerne längs der Grundlinie nach innen. Beim Torabschluss gilt sie als kaltblütig, hat aber zugleich ein Auge für besser positionierte Mitspielerinnen. Mitte 2021 fand sie Aufnahme in das von der International Federation of Football History & Statistics aufgestellte afrikanische Allzeit-Dream-Team der Frauen.
Zur Saison 2022/23 kehrte Chawinga nach Europa zurück, als Wuhan sie für eine Spielzeit an Inter Mailand verlieh. Größere Umstellungsprobleme hatte die Stürmerin in der Serie A nicht. Zehn Monate nach ihrem Wechsel wurde sie ein weiteres Mal Torschützenkönigin und anschließend auch Fußballerin des Jahres in Italien. Die Saison schloss ihr Verein als Tabellendritter ab. Seit September 2023 trägt Tabitha Chawinga den Dress des Paris Saint-Germain FC, an den Wuhan sie für die Spielzeit 2023/24 ausgeliehen hatte. Bei PSG traf sie zwei Bekannte aus ihrer Station in Jiangsu wieder: Gérard Prêcheur war auch schon in China ihr Trainer gewesen, und zum Jahreswechsel 2023/2024 kehrte ihre damalige Mitspielerin Shirley Cruz Traña als Assistentin von Prêcheurs Sohn Jocelyn, der seinen Vater während der laufenden Spielzeit als Chefcoach abgelöst hat, nach Frankreich zurück. Sie wurde In der Division 1 die mit Abstand erfolgreichste Torschützin, zugleich auch beste Passgeberin. Im Landespokalwettbewerb hat sie ihren ersten französischen Titel gewonnen. In der Champions League, an der sie gleichfalls als erste Frau aus Malawi teilnahm, trugen ihre sechs Tore dazu bei, dass ihr Verein bis in das Halbfinale vordrang. Zudem wurde sie auch in Frankreich auf Anhieb als Spielerin des Jahres ausgezeichnet, und das sowohl vom Fußballverband FFF als auch von der Spielergewerkschaft UNFP. (Stand: 13. Mai 2024)
Ihr Vertrag mit Wuhan lief noch bis zum Jahresende 2024. PSG hätte sie gerne über das Saisonende hinaus behalten; auch ihre Mitspielerinnen (Spielführerin Geyoro: „Und das um jeden Preis“) und die Malawierin selbst („Paris ist mein Zuhause“) sprachen sich dafür aus. Dann aber einigte sich Olympique Lyon in der Sommerpause mit ihrem chinesischen Arbeitgeber und stattete Tabitha Chawinga mit einem 3-Jahres-Vertrag aus.
2024 wurde sie für den Ballon d’Or féminin nominiert.

### Stationen
- DD Sunshine (2009–2014, als Jugendliche)
- Krokom/Dvärsätts IF (2014)
- Kvarnsvedens IK (2015–2017)
- Jiangsu Suning LFC (2018–2020)
- Wuhan Jianghan University FC (2021–2022)
- Inter Mailand (2022/23)
- Paris Saint-Germain FC (2023/24)
- Olympique Lyon (seit 2024)

## In der Nationalmannschaft
Seit spätestens 2013 wird Tabitha Chawinga in der Nationalfrauschaft Malawis berücksichtigt, für die sie in ihren fünf ersten Länderspielen neun Treffer erzielte, und ist auch deren Spielführerin. Eine exakte, vollständige Übersicht ihrer internationalen Einsätze ist bisher nicht zu ermitteln. Bei Pflichtspielen wie der Qualifikation zum olympischen Fußballturnier 2021 und ihren drei Teilnahmen an der COSAFA-Meisterschaft des südlichen Afrika (2017, 2020, 2022) bestritt sie neun Begegnungen, in denen ihr insgesamt 25 Treffer gelangen. 2020 war sie dabei mit sieben Toren zweitbeste Angreiferin des Turniers, übertroffen nur von der Südafrikanerin Sibulele Holweni.
Als Malawi 2023 die Südafrika-Meisterschaft gewann – eine Premiere für das Land –, gehörte Tabitha Chawinga nicht zum Spielerinnenaufgebot, weil sie erst wenige Tage vor Turnierbeginn zu ihrem neuen Klub gestoßen war und sich in Paris lieber in ihrer neuen Umgebung akklimatisieren wollte. Dafür spielte in Malawis Elf ihre jüngere Schwester Temwa eine zentrale Rolle, und das gleichfalls als Sturmspitze, die ebenfalls bei Kvarnsvedens und Wuhan unter Vertrag gestanden hat, in China zwei Jahre lang in einem Team mit Tabitha. Bei diesem Turnier wurde die „jüngere Chawinga“ zur treffsichersten Torschützin.
Dass sie die Weltmeisterschaft 2023 vor einem Fernsehapparat in China und nicht auf dem Rasen in Australien oder Neuseeland miterleben musste, bedauert die mittlerweile 27-jährige Tabitha Chawinga, zumal die Aussicht, das bei einer der folgenden WM-Endrunden nachholen zu können, angesichts der selbst im innerafrikanischen Vergleich relativ geringen Konkurrenzfähigkeit (Anfang 2024: Platz 156 der Weltrangliste) der „Scorchers“ – „Die Brandheißen“ ist seit 2019 der offizielle Kampfname der Frauennationalelf Malawis – auch nicht sehr groß ist. Für die Afrika-Qualifikation zu den Olympischen Spielen 2024 in Paris hat sich die FAM aus finanziellen Gründen gar nicht erst angemeldet. Dieses schlechte Standing Malawis könnte Chawingas Ansicht zufolge auch Ursache dafür sein, dass sie ungeachtet ihrer persönlichen Leistungen und Erfolge bisher nicht als Afrikas Fußballerin des Jahres ausgezeichnet worden ist. Dafür hatte die FIFPro sie als erste Afrikanerin überhaupt in ihre Auswahl für die Frauen-Weltelf 2020 aufgenommen; 2023 wurde Chawinga dann in die kontinentale FIFPro-Africa XI gewählt.

## Erfolge und Auszeichnungen
- Chinesische Meisterin 2019 und 2021
- Chinesische Pokalsiegerin 2019
- Asiens Vereins-Vizemeisterin 2019
- Französische Pokalsiegerin 2024
- Torschützenkönigin der Elitettan 2015, der Damallsvenskan 2017, der Chinese Super League 2018, 2019 und 2021, der Serie A 2022/23 sowie der Division 1 2023/24
- Fußballerin des Jahres in China 2018 und 2019, in Italien 2023, in Frankreich 2024
- FIFA Weltfußballerinnen des Jahres: Platz 7 (2024)
- Aufnahme in das afrikanische Allzeit-Dream-Team der Frauen durch die IFFHS und in die Africa XI 2023 der FIFPro

## Nachweise und Anmerkungen
1. ↑  Auf ihren unter Weblinks angegebenen Datenblättern von footofeminin.fr und Paris Saint-Germain wird als Geburtsort Lilongwe angegeben. Ihrer eigenen Aussage zufolge ist dies aber falsch – siehe PSG’s Tabitha Chawinga: ‘My parents did not support the idea of me playing football’ vom 18. Oktober 2023 bei theguardian.com. Die malawische Tageszeitung The Nation nennt Hewe Village (Katumbi) als Geburtsort.
2. 1 2 3 4  PSG star Tabitha Chawinga of Malawi overcomes obstacles en route to Champions League success vom 18. April 2024 bei apnews.com
3. ↑  ’A violation’: football star recounts having to strip during match to prove she was female vom 6. August 2021 bei theguardian.com
4. 1 2  Tabitha Chawinga, buteuse made in Malawi vom 13. Juni 2016 bei footdelles.com
5. 1 2  Interview mit Tabitha Chawinga vom 5. März 2018 bei shekicks.net
6. ↑  Preis der Torschützenkönigin: 15 Millionen Kronen vom 21. März 2018 bei dn.se
7. ↑  All time Africa women’s Dream Team vom 7. Juni 2021 bei iffhs.com
8. ↑  Tabitha Chawinga begleitet Victor Osimhen als Top Scorer der Serie A vom 1. Juni 2023 bei bbc.com
9. ↑  Liste der italienischen Titelträger bei grangala.assocalciatori.it
10. 1 2  Tabitha Chawinga glänzt erneut vom 20. Oktober 2023 bei nyasatimes.com
11. ↑  Siehe ihr unter Weblinks angegebenes Datenblatt bei footofeminin.fr
12. ↑  Les lauréates des trophées du championnat vom 29. April 2024 und Trophées UNFP – Les joueuses lauréates vom 13. Mai 2024, beide bei footofeminin.fr
13. ↑  PSG Féminin : Tabitha Chawinga, un avenir à Paris encore à assurer vom 3. Mai 2024 bei leparisien.fr
14. ↑  Tabitha Cgawinga wechselt zu Olympique Lyon vom 2. Juli 2024 bei soccerdonna.de
15. ↑  Ballon d'Or-Ära nach 21 Jahren beendet – böse Überraschung für Musiala. 4. September 2024, abgerufen am 5. September 2024.
16. ↑  Südafrika, Botswana kämpfen um den COSAFA-Pokal vom 12. November 2020 bei cosafa.com
17. ↑  Zwei Schwestern aus Malawi sorgen in China für Furore vom 13. Oktober 2020 bei fifa.com
18. ↑  Malawi gewinnt die regionale Frauenkrone vom 15. Oktober 2023 bei cosafa.com
19. ↑  Meine Eltern unterstützten meinen Wunsch, Fußball zu spielen, nicht vom 18. Oktober 2023 bei theguardian.com
20. ↑  Malawisches Frauennationalteam auf der Verbandssite fam.mw
21. ↑  Tabitha Chawinga hat nach ihrem historischen Gewinn des italienischen Goldenen Schuhs eine afrikanische Auszeichnung im Blick vom 6. Juni 2023 bei cafonline.com
22. ↑  Liste der 55 Spielerinnen mit den meisten Stimmen vom 10. Dezember 2020 bei inside.fifa.com
23. ↑  Tabitha Chawinga in die Africa XI berufen vom 12. Dezember 2023 bei nyasatimes.com